# Mount George (Antarktika)
Mount George ist ein 1555 m hoher Berg im ostantarktischen Enderbyland. Er ragt unmittelbar westlich des Simpson Peak in den Scott Mountains auf.
Kartiert wurde er anhand von Luftaufnahmen, die 1956 und 1957 im Rahmen der Australian National Antarctic Research Expeditions entstanden. Die Benennung geht auf den britischen Seefahrer John Biscoe im Jahr 1832 zurück, der den Berg nach George Enderby benannte, einem der drei Inhaber seines Arbeitgebers Samuel Enderby & Sons.